# Kanae Tatsuta
Kanae Tatsuta (jap. 竜田夏苗 Tatsuta Kanae; ur. 21 lipca 1992) – japońska lekkoatletka, tyczkarka. 
Mistrzyni Japonii (2013).

## Osiągnięcia
| Rok  | Impreza                 | Miejsce  | Lokata     | Wynik |
| ---- | ----------------------- | -------- | ---------- | ----- |
| 2014 | Halowe mistrzostwa Azji | Hangzhou | 4. miejsce | 3,80  |

## Rekordy życiowe
- Skok o tyczce (stadion) – 4,10 (2013)
- Skok o tyczce (hala) – 4,10 (2014)